# Dactylis glomerata subsp. lobata
Sous-espèce
Le Dactyle d'Ascherson  (Dactylis glomerata L. subsp. lobata), est une plante herbacée vivace de la famille des Poacées.

## Synonymes
- Dactylis glomerata L. subsp. aschersoniana Graebn.
- Dactylis polygama Horvat.

## Etymologie
Du grec dactulos : doigt (forme de l'inflorescence); Paul Ascherson : botaniste allemand (1834-1913).

## Description
25 à 125 cm de hauteur. Comme D. glomerata subsp. glomerata mais sa couleur est vert franc (et non vert bleuté). Les feuilles sont souples, non caniculées, ni pliées.

## Habitats
Forêts feuillues, clairières. Absent des sites rudéralisés. Étage collinéen et montagnard.

## Répartition
Plante médioeuropéenne. Bassin parisien, Est de la France. Absente (ou peu connue) ailleurs.